# Xi Leonis
Désignations
Xi Leonis (en abrégé ξ Leo) est une étoile géante de la constellation zodiacale du Lion. Elle est visible à l'œil nu avec une magnitude apparente de 4,97. D'après la mesure de sa parallaxe annuelle par le satellite Gaia, l'étoile est distante d'environ ∼ 229 a.l. (∼ 70,2 pc) de la Terre. Elle s'éloigne du Système solaire à une vitesse radiale de +35 km/s.
Xi Leonis est une étoile géante jaune évoluée de type spectral G9,5III. C'est une géante du red clump, ce qui signifie qu'elle génère son énergie par la fusion de l'hélium dans son noyau. L'étoile est estimée être âgée de 2,92 milliards d'années et être 1,73 fois plus massive que le Soleil. Son rayon est 12 fois plus grand que le rayon solaire, elle est 53,7 fois plus lumineuse que le Soleil et sa température de surface est de 4 686 K. Xi Leonis a été répertoriée comme une variable suspectée sur la base d'un article paru en 1929, mais des mesures plus récentes ont montré que sa magnitude ne variait pas.